# 藤原衛
藤原 衛（ふじわら の まもる）は、平安時代初期の貴族。藤原北家、右大臣・藤原内麻呂の十男。官位は正四位下・右京大夫。

## 経歴
2歳で母を亡くしたが、衛が5歳の頃に母親というものはなぜ遅かれ早かれ死んでしまうものなのかと問い、母親を愛慕す様子は人々を感動させた。これを不思議に思った父・内麻呂は衛を嫡嗣に立てたという。7歳で学問を初め、弘仁7年（816年）18歳で文章生試に及第したことから、周囲の人々から前漢の賈誼に比されたという。
中判事・大学助を経て、弘仁13年（822年）24歳で従五位下に叙爵するが、叙爵時の年齢としては、公卿に昇った他の兄弟（真夏：30歳、冬嗣：32歳、愛発：29歳、助：31歳）と比べ特に早かった。他の兄弟と比べて母（左大臣・藤原永手の娘）の身分が高かったことも影響したか。
翌弘仁14年（823年）遠江守に任ぜられる。赴任前の弘仁11年（820年）に遠江・駿河両国では新羅人による蜂起事件が発生していたが、衛は穏やかで落ち着いた統治を行い、百姓達も喜んだ様子であったという。天長4年（827年）朝廷は地方官を巡察するために全国に巡察使を派遣し、使の報告に基づいて良吏に対する叙位を行うが、衛も遠江守としての統治を賞されて従五位上に叙せられている。帰京後は木工頭・右少弁・式部少輔を歴任するが、式部少輔としては、不法を見つけた場合は高貴な身分の人の親戚であっても避ける事なく評論したことから、淳和天皇にその才器を認められたという。天長9年（832年）正五位下、天長10年（833年）従四位下と淳和朝末にかけて昇進を重ねた。また、淳和朝では『令義解』の編纂にも参画した。
承和元年（834年）式部大輔兼伊予守、承和7年（840年）従四位上・蔵人頭と仁明朝に入っても順調に昇進し、またこの間の承和7年（840年）5月の淳和上皇の崩御に際しては装束司を務めている。また、衛は淳和上皇の孫の二世王である恒世親王娘を室としているが、この承和年間前半に淳和上皇の信任を背景に婚姻が成立した可能性がある。しかし、承和9年（842年）正月に蔵人頭を解かれ大宰大弐として九州への下向を命じられる。これまで蔵人頭から地方官に転出した事例はなく異例の人事であった。これは新羅国内での張保皐の反乱が発生したり、張保皐と文室宮田麻呂の密貿易が発覚する中で、朝廷がより直接的に筑前国府・大宰府を掌握するために、遠江守在任時の新羅人鎮撫の実績を買われて衛が任ぜられたものと想定される。加えて、衛に替わる後任として、蔵人頭には外戚の橘岑継、同じく式部大輔にはかつて東宮学士として皇太子時代の仁明天皇（正良親王）に仕えた滋野貞主と、仁明天皇に親しい人物が充てられており、淳和上皇とも近い関係にあった衛を政権から遠ざけるための措置であった可能性もある。この人事に対して、衛は自分の力量では大宰大弐の任務に堪えないとして、今回の人選が誤りである事、なお天皇の身近で仕えたい旨を懇願する内容の上表を行う。この上表は天皇のもとを離れることで訪れる政治生命の危機を察知しての行動であったと考えられるが、結局認められず衛は大宰府に赴任した。なお、同年7月に嵯峨上皇が崩御すると、その直後に発生した承和の変により淳和上皇に近かった多数の貴族が失脚している。
衛は赴任して間もない同年8月に、大宰府管内の統治に関連して、以下四条の起請を奏上した。
1. 食糧が不足しており、不測の事態が発生した場合に対処ができないため、新羅人の入国を一切禁止する事。
2. 地方官としての交替事務が完了したが、官有物の欠損があり解由状を得る事が出来ない五位の官人が、格旨[9]を理由に管内に留まって農業や商業を妨げ不当な利益を得ようと謀ばかりする一方、一向に欠損した官有物の補填を行わない実態があるため、交替した官人を速やかに帰京させる事。
3. 管内の官舎について破損が少なくない事から、常に浪人を動員して修理してきたが、年来太政官符により浪人を他の役務に就かせる事が多くなっている。ついては、浪人を他の役務に動員せず、専ら管内の官舎の修理に用いる事。
4. 管内は辺要の地であることから、外国に対して警戒を行うために、延暦年間に特別に法を定めて開田を禁止しているが、年来開田が頻繁に行われているため、延暦3年4月26日の太政官符に基づき、改めて開田を一切禁止する事。

上記に対する朝廷の回答は以下であった（3番目と4番目は無条件に許可された）。
1. 朝廷の徳が遠方へ及んで、外蕃（野蛮で未開な国）の者が帰化しようとしているところを、完全に入国禁止とするのは、仁に似つかわしくないやり方である。漂流してきた者へは食料を与えて放還せよ。商売のために渡来した者は自由に交易させ、終わったら速やかに退去させよ。
2. 帰京は許可するが、不与解由状を作成する際に、明らかに官有物の欠損がある場合は填納させる事とし、填納した物品を記録して言上させよ。

これは『貞観格』にも収められ、第一項は以後の新羅人対策の基本方針になった。
また、大宰府が所管する9ヶ国2島の医博士の任命についてはこれまで各国の国司に一任されていたが、不適格な人物が採用され、無為に国の費用を費やしている状態であったとして、改善要望の上奏を行う。朝廷はこの上奏を受けて、典薬生の中から受業練道者を抜擢して大宰府管内の医師に任ずるよう命じている。
承和14年（847年）大宰大弐の任期を終えて帰京するが、以降昇進は停滞し、目前にしていたはずの参議昇進の機会も得られなかった。嘉祥2年（849年）渤海使節が入朝した際、節会において使節に対する応対之中使として陪席し、使節にその儀範を賞賛されている。
嘉祥3年（850年）弾正大弼に任ぜられるが、王侯や高位の者でさえも恐れて憚る程であったという。仁寿元年（851年）勘解由長官兼加賀守に転任し、斉衡元年（854年）13年ぶりに昇叙され正四位下となる。天安元年（857年）6月に右京大夫に転じるが、同年11月5日卒去。享年59。最終官位は右京大夫兼加賀守正四位下。

## 人物
漢詩人として、『経国集』に嵯峨上皇の作詩に応答した作品一首が採録されている。また、最澄と交流があった貴族の中の一人として、名前が挙げられている

## 官歴
注記のないものは『六国史』による。
- 弘仁7年（816年） 日付不詳：文章生試
- 時期不詳：正六位上。中判事。大学助。
- 弘仁13年（822年） 10月1日：従五位下
- 弘仁14年（823年） 正月：遠江守
- 天長4年（827年） 正月21日：従五位上。日付不詳：木工頭
- 時期不詳：民部少輔[11]
- 天長6年（829年） 正月：右少弁
- 天長7年（830年） 正月：式部少輔
- 天長9年（832年） 正月7日：正五位下
- 天長10年（833年） 正月7日：従四位下
- 承和元年（834年） 日付不詳：式部大輔。日付不詳：兼伊予守
- 承和7年（840年） 正月：従四位上。5月8日：御装束司（淳和上皇葬儀）。6月：蔵人頭[13]。7月7日：見式部大輔
- 承和9年（842年） 正月13日：大宰大弐
- 承和14年（847年） 日付不詳：秩満（大宰大弐）
- 嘉祥3年（850年） 6月：弾正大弼。10月14日：勘解由長官
- 嘉祥4年（851年） 4月1日：出居侍從
- 仁寿4年（854年） 正月7日：正四位下
- 斉衡2年（855年） 正月15日：兼加賀守
- 天安元年（857年） 6月：右京大夫。11月5日：卒去（右京大夫兼加賀守正四位下）

## 系譜
『尊卑分脈』による。
- 父：藤原内麻呂
- 母：藤原永手の娘
- 妻：恒世親王の娘
  - 男子：藤原後実
- 生母不詳
  - 男子：藤原有全

皇親と臣下の結婚は継嗣令により禁止されていたところ、延暦12年に藤原氏のみ特に二世王以下との結婚を許可する詔が出されていた。藤原衛と恒世親王（淳和天皇皇子）の娘との結婚は延暦12年詔適用の最早例となっている。